# Хэй, Уильям, 15-й граф Кинньюл
Артур Уильям Джордж Патрик Хэй, 15-й граф Кинньюл (англ. Arthur William George Patrick Hay, 15th Earl of Kinnoull; 26 мая 1935 — 7 июня 2013) — шотландский наследственный пэр, землемер, фермер и член Палаты лордов Великобритании. С 1935 по 1938 год он носил титул учтивости — виконт Дапплин.

## Биография
Известный как Уильям, он родился 26 мая 1935 года. Третий по рождению, но первый оставшийся в живых сын Джорджа Хэя, 14-го графа Кинньюла (1902—1938), и его второй жены Мэри Этель Изобель Мейрик (1938 — ?), дочери доктора Фердинанда Ричарда Холмса Мейрика и Кейт Мейрик. В возрасте 3 лет он унаследовал графский титул своего отца после смерти последнего в возрасте 35 лет от неустановленной болезни .
Он получил образование в Итонском колледже и Королевском сельскохозяйственном университете в Сайренстере. В возрасте 22 лет он занял свое место в Палате лордов.
Он был младшим консервативным кнутом в Палате лордов в 1966—1968 годах и представителем оппозиционной партии по авиации. Он также был членом ассамблеи Совета Европы, работающим в области сотрудничества в области рыболовства и сельского хозяйства; президентом Национального совета по внутреннему транспорту и вице-президентом Национальной ассоциации местных советов.
Он работал в компании Langley Taylor Surveyors в Лондоне, где он был старшим партнером более 30 лет, и был членом Королевского института дипломированных геодезистов. Он также был активным спортсменом, играл в сквош и теннис и был членом Королевской компании лучников.

## Семья
1 июня 1961 года граф Кинньюл женился на Энн Гей Лоусон (10 января 1938 — 8 июля 2016), дочери сэра Дениса Лоусона, 1-го баронета (1906—1975), и Достопочтенной Энн Патрисии Макферсон (1919—2003). У них было четверо детей:
- Чарльз Уильям Харли Хэй, 16-й граф Кинньюл (род. 20 декабря 1962)
- Леди Мелисса Энн Хэй (род. 25 сентября 1964)
- Леди Айона Шарлотта Хэй (род. октябрь 1967), муж — Чарльз Инд, трое детей
- Леди Атланта Роуз Хэй (род. 25 сентября 1974), один сын.

Уильям Хэй скончался в Шотландии в возрасте 78 лет. Его дворянские титулы унаследовал его единственный сын Чарльз Уильям Харли Хэй, 16-й граф Кинноул (род. 1962); он работает адвокатом. Леди Кинньюл умерла в 2016 году.

## Титулатура
- 15-й граф Кинньюл (с 18 марта 1938)
- 15-й виконт Дапплин (с 18 марта 1938)
- 15-й лорд Хэй из Кинфаунса (с 18 марта 1938)
- 8-й барон Хэй из Пидвардайна (с 18 марта 1938)
- 9-й виконт Дапплин (с 18 марта 1938).